# Рагби 15 репрезентација Румуније
Рагби јунион репрезентација Румуније је рагби јунион тим тим који представља Румунију у овом екипном спорту. Румунија је највећа рагби сила у југоисточном делу Европе. У прошлости Румуни су побеђивали Шкотску, Велс, Италију и Француску. Румунија на светском првенству никада није прошла групну фазу. Дрес Румуније је жуте боје, а шорц плаве. Највише наступа за Румунију забележио је Кристијан Петру - 92, највише есеја дао је Габриел Брезоиану - 28, Флорин Влаицу је рекордер по броју постигнутих поена - 554. Рекорда гледаност била је на утакмици Румунија - Француска у Букурешту, када је било невероватних 95 000 навијача на Динамовом стадиону.

## Тренутни састав
Еуген Капатана
Андреи Радои
Отар Турашвили
Михаи Лазар
Ион Паулика
Хоратиу Пунгеа
Александру Тарус
Тудорел Брату
Каталин Ферчу
Валентин Попирлан
Валентин Урсаче
Стелијан Бурсеа
Михаи Мацовеи - капитен
Данијел Карпо
Овидиу Тониțа
Тудорел Брату
Флорин Суругиу
Данут Думбрава
Паула Киникинилау
Флорин Влаицу
Адриан Апостол
Мадалин Ленмару
Сабин Стратила